# Nihil obstat

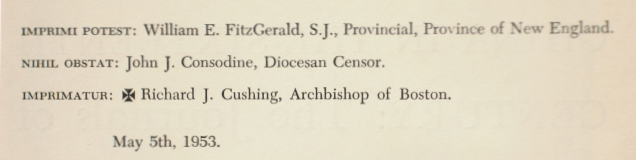
Imprimi potest (дозволено до друку від релігійного ордену), Nihil obstat (немає заперечень від цензора) та imprimatur (дозвіл на друк від єпископа, у цьому випадку Річарда Кушинга) у книзі, виданій Random House у 1953 році. Книга є англійським перекладом Луїса Дж. Галлахера твору De Christiana expeditione apud Sinas Маттео Річчі та Ніколя Тріго.

Nihil obstat (лат. «ніщо не перешкоджає» або «немає заперечень») — це фраза, яку традиційно використовують органи Католицької церкви для офіційної заяви про відсутність заперечень щодо публікації книги. Вона також має інші застосування.

## Видавнича справа
Фразу nihil obstat використовує католицький священнослужитель, відомий як Censor Librorum (лат. «цензор книг»), щоб засвідчити, що книга не містить нічого, що суперечить католицьким доктринам, вірі чи моралі. Канонічне право вимагає цього дозволу для публікації книг вірними католиками, якщо вони «стосуються питань віри та моралі», і зобов'язує пастирів забезпечувати дотримання цього правила. Censor Librorum призначається єпископом для перевірки відповідного тексту, що триває приблизно два місяці. Якщо автор є членом релігійного інституту, наприклад, монастиря, і книга стосується релігії чи моралі, канонічне право додатково вимагає наявності imprimi potest («може бути надруковано») від вищого настоятеля перед публікацією. Нарешті, єпископ єпархії автора або місця публікації надає остаточний дозвіл — imprimatur («нехай буде надруковано»).

## Інші застосування
У контексті канонізацій ця фраза використовується як розпорядження від Ватикану, що «ніщо не перешкоджає» розслідуванню життя можливого святого. Після отримання цього розпорядження може бути сформований єпархіальний трибунал для розслідування життя кандидата, що сприяє подальшому процесу можливої канонізації.
Фраза також може використовуватися Ватиканом для обмеженого схвалення чудотворних подій, заявляючи, що він не має заперечень проти публічного вшанування цих подій. Один такий наказ був виданий щодо Богородиці з Меджугор'я у 2024 році.